# 陳融章
陳融章，馬來西亞華人，退役足球運動員。現任巨人足球學院總監。
陳融章是前馬來西亞國家足球隊成員，曾代表馬來西亞贏得獨立杯冠軍。1972年來到香港加盟東方足球隊。其後曾任加山球員、怡和球員、香港足球代表隊署理教練、香港體育學院足球教練、香港青少年代表隊教練、亞洲足協教練導師、香港足球總會教練導師及巨人足球學校教練及總監。